# 学士（海上保安）
学士（海上保安）（がくし かいじょうほあん）は、学士の学位である。

## 概要
当該学位は海上保安大学校本科卒業生に対し、独立行政法人大学改革支援・学位授与機構 から授与される。また、日本国内で当該学位が授与されるケースはこの一例しか存在しない。